# Nationalmuseum für Archäologie und Ethnologie (Guatemala)

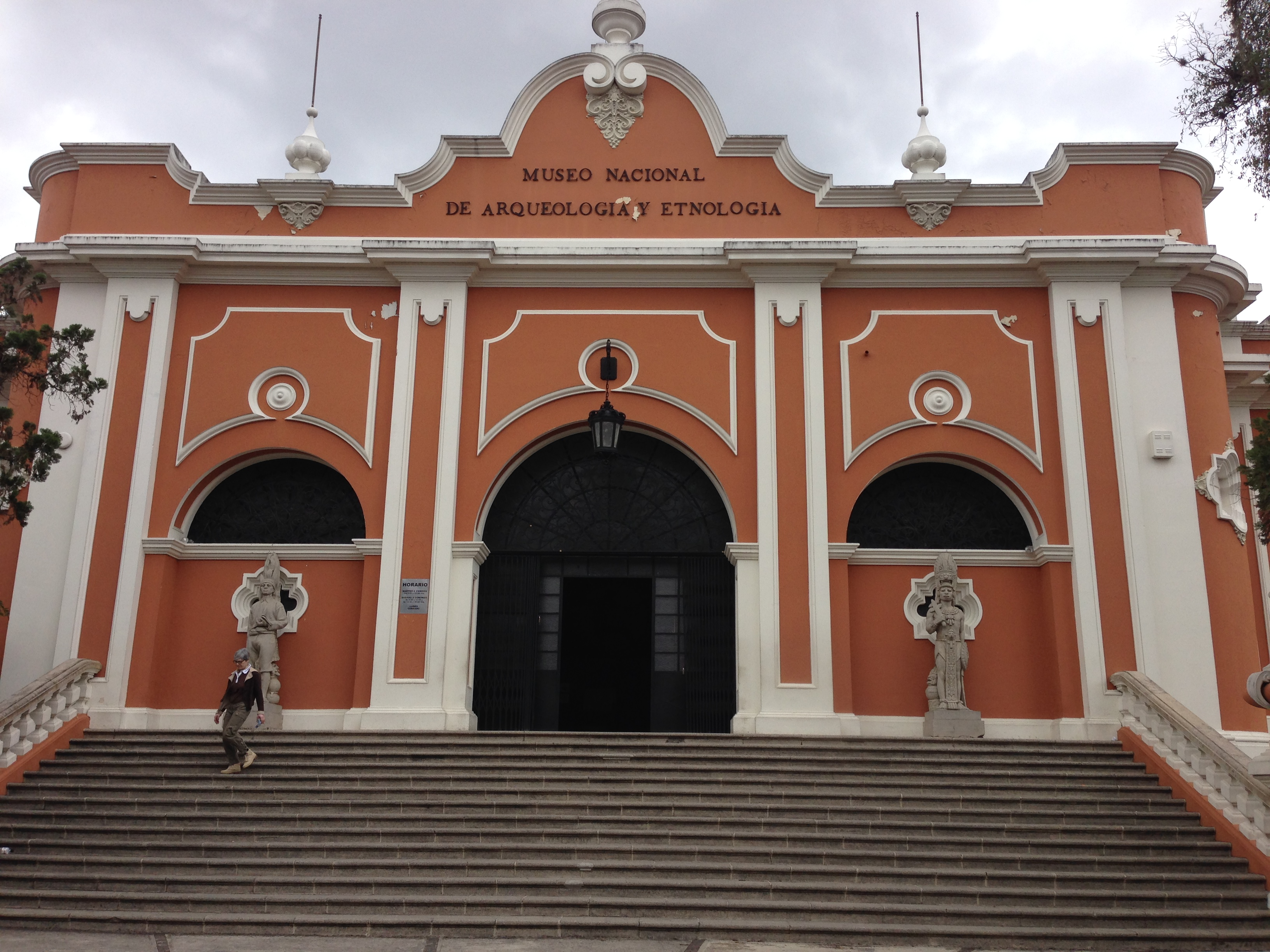
Haupteingang Nationalmuseum für Archäologie und Ethnologie von Guatemala

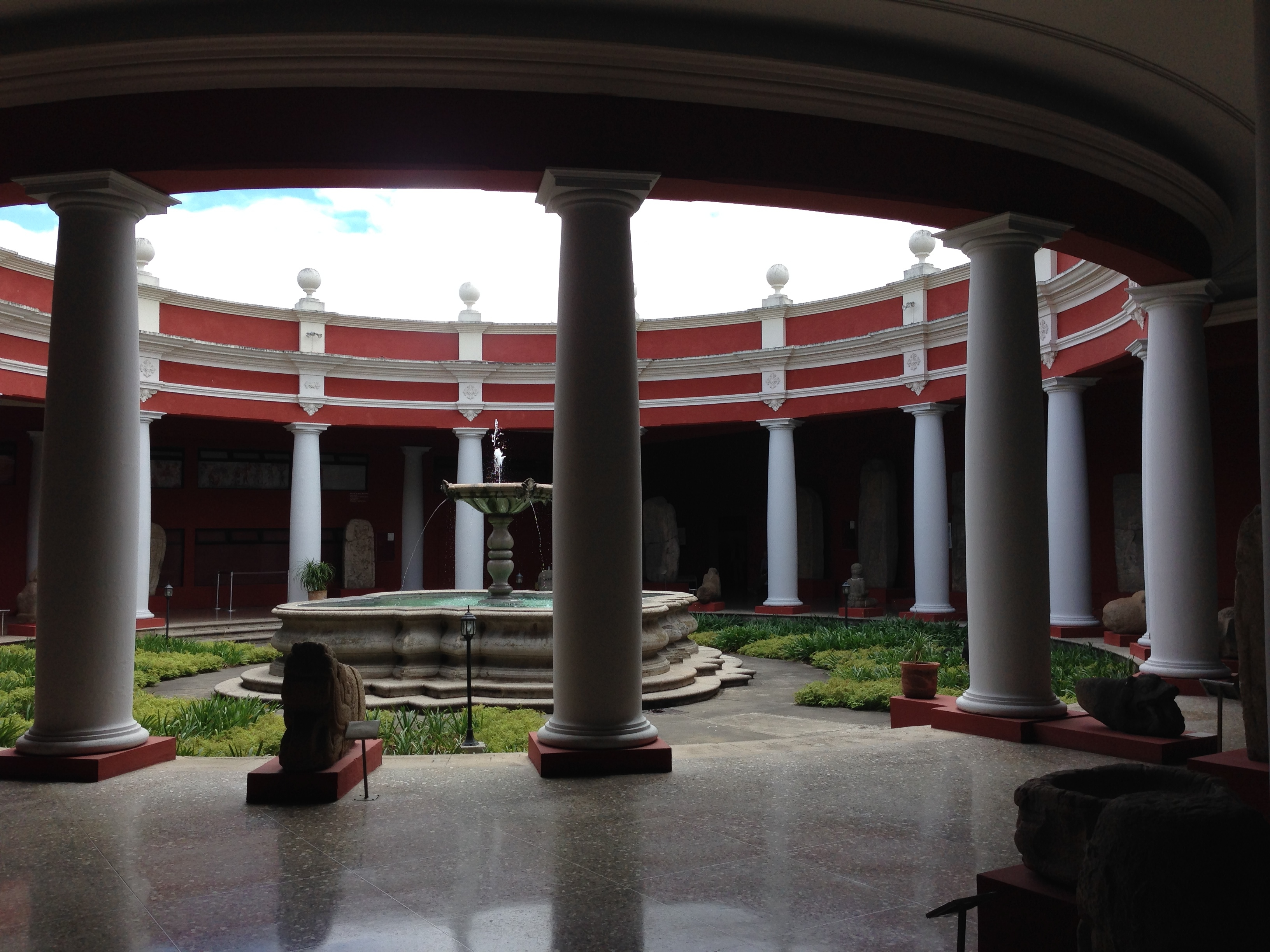
Atrium des Nationalmuseums für Archäologie und Ethnologie von Guatemala

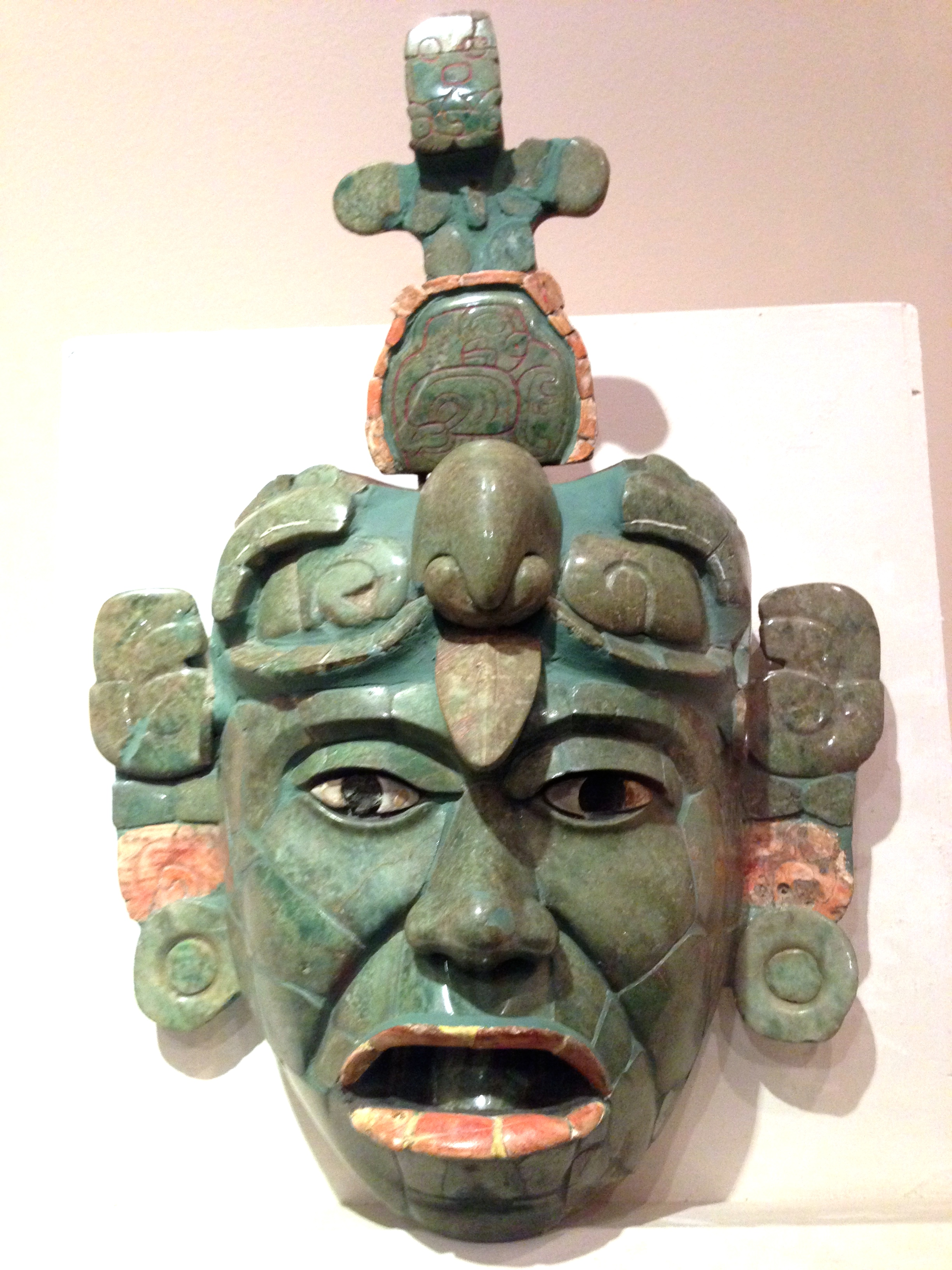
Jade-Maske aus Takalik Abaj: Gefiederte Schlange

Das Nationalmuseum für Archäologie und Ethnologie von Guatemala (spanisch: Museo Nacional de Arqueología y Etnología; kurz: MUNAE) befindet sich im Parque Aurora der Hauptstadt Guatemala-Stadt. Es handelt sich um die zentrale guatemaltekische Institution zur Bewahrung und Ausstellung des archäologischen und ethnologischen Erbes des Landes und umfasst eine ständige Ausstellung zu verschiedenen Themen der Maya-Kultur in Guatemala. Das Museum ist auch für die Erforschung der mesoamerikanischen Kulturen in Guatemala zuständig; seit August 1998 gehört es offiziell zum kulturellen Erbe des Landes.

## Lage
Das Museum liegt im Süden der Hauptstadt an der 7. Avenida, Ecke 5. Straße (calle). Eine Bushaltestelle befindet sich unmittelbar davor.

## Geschichte
Nachdem in den 1920er Jahren die Kulturschätze des Landes unter Schutz gestellt worden waren, wurde im Jahr 1931 das Nationalmuseum für Archäologie und Ethnologie gegründet und in der ehemaligen Kirche El Calvario in der 6ª. avenida “A” untergebracht. Erst im Jahr 1946 erhielt seinen Platz in dem heutigen Gebäude, welches ursprünglich für die Landwirtschaftsausstellung 1939 erbaut worden war.

## Gebäude
Das Museumsgebäude bietet rund 3000 m² Ausstellungsfläche; weitere ca. 1.500 m² im Kellergeschoss stehen für die Lagerung, Restaurierung und Forschung zur Verfügung. Das Museum ist Teil des Museumskomplexes in Guatemala-Stadt.

## Sammlungen
Das Museum  beherbergt eine Sammlung von etwa 20.000 archäologischen Artefakten und 5.000 ethnologischen Stücken. Es besitzt eine Sammlung von archäologischen Gegenständen, die vor allem aus Ausgrabungen in Guatemala stammen. Außerdem verfügt es über Sammlungen von ethnologischen Objekten und zeremonieller Kleidung sowie Gegenständen für den täglichen Gebrauch aus kolonialen Zeiten. Es gibt eine große Anzahl von monumentalen Steinskulpturen. Dazu gehören aus der klassischen Periode Stelen von Tikal, Uaxactún und Piedras Negras, der hervorragende Thron von Piedras Negras, und Tierdarstellungen aus der vorklassischen Mayaruine Kaminaljuyú.
Die Sammlungen umfassen  Keramik, Stein, Muscheln, Knochen und Jade, vorspanisches Gewebe sowie eine Sammlung von Bildobjekten und Fotografien. Zu den eindrucksvollsten  Exponaten gehört die Stele 12 aus dem Jahr 672. Zu den bedeutendsten Stücken des Museums gehören ferner Keramiken und Skulpturen aus Kaminaljuyú, ein großes Holzmodell von Tikal, sowie in einer Rotunde klassische Stelen aus dem Petén.